# Gloryhammer
Gloryhammer er et britisk power metal band, som blev dannet i 2010 af Christopher Bowes, som er vokalist for bandet Alestorm. Hvert medlem af bandet spiller en karakter indenfor en kompleks fantasy historie.

## Historie
Gloryhammer blev dannet i 2010 af Bowes, som spiller keyboard i bandet. De andre medlemmer var schweizske vokalist Thomas Winkler, guitarist Paul Templing, bassist James Cartwright og trommeslager Ben Turk. Det var dog først i marts 2013, at bandet udgav sit første album Tales from the Kingdom of Fife.
Bandet udgav deres andet album i 2015, ved navn Space 1992: Rise of the Chaos Wizards. Det blev efterfulgt af Legends from Beyond the Galactic Terrorvortex, som blev udgivet i 2019.
I august 2021 annoncerede bandet, at Winkler ville forlade bandet. Der blev ikke givet en officiel grund, men Winkler sagde, at han var blevet fyret over uenigheder over forretningsmæssige oversager. Kort efter blev der på Twitter offentliggjort beskeder sendt mellem medlemmerne, hvor at der blev lavet flere racistiske og sexistiske kommentarer. I september lavede bandet en officiel undskyldning.
I december 2021 blev Sozos Michael offentliggjort som bandets nye vokalist. De udgav i juni 2023 deres fjerde studiealbum, Return to the Kingdom of Fife.

## Medlemmer
Nuværende medlemmer
- Christopher Bowes (Zargothrax) - keyboard, støttevokal (2010–nu)
- Ben Turk (Ralathor) - trommer (2010–nu)
- Paul Templing (Ser Proletius) - guitar, støttevokal (2010–nu)
- James Cartwright (The Hootsman) - bass, støttevokal (2010–nu)
- Sozos Michael (Angus McFife) - vokalist (2021–nu)

Tidligere medlemmer
- Anthony Trimming (Angus McFife) - vokalist (2010)
- Thomas Winkler (Angus McFife) - vokalist (2011–2021)

## Diskografi
- Tales from the Kingdom of Fife (2013)
- Space 1992: Rise of the Chaos Wizards (2015)
- Legends from Beyond the Galactic Terrorvortex (2019)
- Return to the Kingdom of Fife (2023)

## Turnéer
- Juni 2013 - Netherlands show with Magnetron.[7]
- September - Oktober 2013 - "The Epic Tour of Furious Thunder" European tour med Darkest Era og Dendera.[7][8]
- April - May 2014 - Australian Tour supported by Lagerstein.[7][9]
- December 2014 - "The Unicorn Invasion of Europe" European tour med Shear og Twilight Force.[7][8]
- Oktober - November 2015 - "Eternal World Tour 2015" med Stratovarius og support af Divine Ascension.[7][10]
- Maj 2016 - "Beyond the Red Mirror Tour: Part II" som support til Blind Guardian.[7][8]
- Januar - Februar 2017 - "Hammerfall: Built to Tour 2017" med Hammerfall og support fra Lancer.[7][8]
- Januar 2018 - "European Tour MMXVII" European tour med Civil War og support fra Dendera.[7][8][11]
- September 2018 - American tour supporting Alestorm.[7][8]
- Juni 2019 - "North American Galactic Terrortour" North American tour med Æther Realm.[7][8][12][13]
- Oktober 2019 - "Intergalactic Terrortour" UK tour med Beast in Black og support af Wind Rose.[7][8][14]
- November - December 2019 - "The Sacrament of Sin Tour 2019" med Powerwolf.[7][8]
- Januar - February 2020 - "European Galactic Terrortour" European tour med Nekrogoblikon og Wind Rose[7][8][15]
- November - December 2021 - UK Tour med Alestorm, supported by Bootyard Bandits
- Juni 2022 - European tour support fra Warkings og Elvenking
- September 2022 - UK Tour support fra Brothers of Metal og Arion
- Januar - Februar 2023 - European tour med Alestorm og support fra Rumahoy og Wind Rose.[8]
- Januar - Februar 2024 - "Glory and the Beast" med Beast in Black og Brothers of Metal[16]